# Tomaž Brejc
Tomaž Brejc, slovenski umetnostni zgodovinar in likovni kritik, * 25. november 1946, Ljubljana.
Tomaž Brejc, sin slovenskega družbenopolitičnega delavca Toma Brejca, je na Filozofski fakulteti v Ljubljani leta 1970 diplomiral iz svetovne književnosti in umetnostne zgodovine, leta 1979 pa je na isti ustanovi tudi doktoriral. Izpopolnjeval se je v različnih evropskih kulturnih središčih.
Brejc je danes eden vodilnih slovenskih strokovnjakov na področju umetnostne zgodovine, posebej slikarstva in kiparstva 20. stoletja in sodobne ustvarjalnosti. Do upokojitve je predaval na Akademiji za likovno umetnost in oblikovanje v Ljubljani. Je avtor številnih strokovnih člankov in temeljnih publikacij z likovnega področja. Ukvarja se z likovno kritiko, pripravo razstav, pisanjem katalogov. Je eden redkih umetnostnih zgodovinarjev in likovnih kritikov, ki posega tudi na teoretična področja in tekoče spremlja vse ustvarjanje na področju vizualnih ustvarjalnosti. 
V zadnjem času se ukvarja prav z analizo življenja in dela tega kulturnika in diplomata.

## Nagrade in priznanja
Kolegi so mu leta 2009 podelili najvišjo stanovsko nagrado Izidorja Cankarja. Univerza v Ljubljani mu je podelila zlato plaketo in naziv zaslužnega profesorja. Leta 2010 mu je Zbornik za umetnostno zgodovino posvetil posebno izdajo.

## Zasebno
Poročen je bil s Tajo Vidmar, galeristko in dolgoletno vodjo galerije Equrna, kjer je tudi Brejc pomagal usmerjati razstavni program. Njegova brata sta politik Miha Brejc in enolog Dušan Brejc.

## Dela (monografije)
- Čas prebujenja: slovenska umetnost 1880–1918, Beletrina, Ljubljana, 2023
- Študije o slovenskem slikarstvu v 20. stoletju, SM, Ljubljana, 2010
- Realizem, impresionizem, postimpresionizem, NG, Ljubljana, 2006
- Iz modernizma v postmodernizem: eseji, Piran, 2000
- Slikarske metamorfoze: Equrna 1982–1992, Ljubljana, 1992
- Temni modernizem: slike, teorije, interpretacije, Ljubljana, 1991
- Guernica: eseji o slikarstvu, politiki in vojni, Ljubljana, 1988
- Slikarstvo od 15. do 19.stoletja na Slovenski obali: topografsko gradivo, Koper, Piran, 1983
- Slovenski impresionisti in evropsko slikarstvo, Ljubljana, 1982
- OHO: 1966–1971, Ljubljana, 1978 (soavtor).
- Slovenski impresionizem, Ljubljana, 1977
- Vid govora: študije o modernem slovenskem slikarstvu, Ljubljana, 1972